# Чугор (село)
Чугор — колишнє село, яке розташовувалося у долині річки Ушиця, навпроти села Губарів, належало до Кам'янець-Подільського району Хмельницької області.
У 1981 році затоплене при створенні Дністровського водосховища — підпір води водосховища затопив долину річки Ушиця, перетворивши її майже на 30 км на північ від гирла фактично на затоку водосховища, затопивши при цьому 4 села — окрім Чугора, ще й Кривчани, Раколупці та Косиківський Яр.

## Історія
За даними видання «Волости и важнѣйшія селенія Европейской Россіи» (1885): «Чугор — колишнє власницьке село при річці Ушиця, 580 осіб, 99 дворових господарств, православна церква, заїжджий будинок, водяний млин».
Входило до складу Косиковецької волості Ушицького повіту Подільської губернії. 1923 року територія Косиковецької волості, зокрема і село Чугор, увійшла до складу Староушицького району. Після його ліквідації 23 вересня 1959 року Чугор увійшов до складу Кам'янець-Подільського району. Підпорядковувався Чабанівській сільській раді.
У зв'язку з будівництвом Дністровського гідровузла рішенням Хмельницького облвиконкому від 27 жовтня 1981 року село Чугор виключено з облікових даних.